# Amphiglena mediterranea
Amphiglena mediterranea é uma espécie de anelídeo pertencente à família Sabellidae.
A autoridade científica da espécie é Leydig, tendo sido descrita no ano de 1851.
Trata-se de uma espécie presente no território português, incluindo a sua zona económica exclusiva.